# 1989 WO7
1989 WO7 är en asteroid i huvudbältet som upptäcktes den 25 november 1989 av de båda japanska astronomerna Seiji Ueda och Hiroshi Kaneda i Kushiro.
Asteroiden har en diameter på ungefär 3 kilometer och den tillhör asteroidgruppen Flora.